# First Strike Ration
First Strike Ration (FSR) — сухой паёк (индивидуальный рацион питания), принятый на снабжение ВС США. Предназначен для питания военнослужащих, выполняющих задачи в отрыве от подразделения, в условиях обуславливающих повышенную физическую нагрузку и интенсивное перемещение. Паёк рассчитан на питание в течение 72 часов.

## Состав пайка
Составляющие пайка имеют повышенную калорийность и усвояемость. В процессе приготовления рациона использованы технологии, сохраняющие пищевую ценность, влажность и увеличивающие срок пригодности. В состав входят: бутерброды, рыбные и куриные консервы, вяленая говядина, шоколад, высококалорийные напитки и другие продукты.
| Характеристика                               | FSR  |
| -------------------------------------------- | ---- |
| Энергетическая ценность пайка, ккал.         | 2900 |
| Белки                                        | 13   |
| Жиры                                         | 34   |
| Углеводы                                     | 52   |
| Количество меню, шт.                         | 9    |
| Потребление пайков в день, шт.               | 1    |
| Срок хранения при температуре 27 °C, лет     | 2    |
| Срок хранения при температуре 38 °C, месяцев | 4    |

## Особенности пайка
Рацион FSR в два раза легче основного американского сухого пайка MRE (Meal, Ready-to-Eat) и рассчитан так, чтобы в сутки использовать один пакет вместо трёх, как у MRE. Специально разработанная упаковка легко вскрывается во время движения. Форма продуктов обеспечивает их употребление без подготовки, напитки возможно употреблять в движении.